# Bakala (subprefektur)
Bakala är en subprefektur i Centralafrikanska republiken.   Den ligger i prefekturen Ouaka, i den centrala delen av landet, 300 km nordost om huvudstaden Bangui.
I omgivningarna runt Bakala växer huvudsakligen savannskog. Trakten runt Bakala är nära nog obefolkad, med mindre än två invånare per kvadratkilometer.